# Aleksander Warma
Aleksander Warma   (Viinistu, 22 de juny de 1890 - Estocolm, 23 de desembre de 1970) va ser oficial de la marina d'Estònia, diplomàtic, pintor i ocupà el càrrec de Primer Ministre d'Estònia a l'exili.
Aleksander Warma va estudiar a les escoles de marina de Käsmu i Narva, examen d'un capità d'alta mar a Riga. El 1920, va prendre els exàmens de l'escola secundària a la comissió d'examen del Seminari de mestres de Tallinn. 1920-1924 estudiar al departament de Dret de la Universitat de Tartu, es va graduar amb el diploma de grau 1, 1928 Llicenciat en Dret.
A la Primera Guerra Mundial, va servir a la flota russa del Bàltic. Durant la Guerra d'Independència d'Estònia, va servir a la Marina d'Estònia, va ser cap de l'Estat Major de l'Armada entre 1919 i 1920. Després de la guerra va ser comandant del vaixell de l'Armada Mardus. De 1924 a 1926, va ser assistent del jurisconsult del Ministeri de Guerra. El 1926 es va retirar com Warm capità de corbeta.
De 1926 a 1927, Warma va ser el Director de la Direcció d'assumptes jurídics del Ministeri de Relacions Exteriors, entre 1927 i 1931 Director del Departament Administratiu d'Afers Exteriors, de 1931 a 1933 Conseller de la legació d'Estònia a Moscou, del 1933 al 1938 Cònsol General a Leningrad (avui Sant Petersburg), l'enviat d'Estònia a Lituània de 1938 a 1939, 1939-1944 a Finlàndia. Warm 1953-1962 va ser Ministre d'Afers Exteriors i ministre de Justícia, 1962-1963. El primer ministre interí en funcions de Ministre d'Afers Exteriors dels estonians govern a l'exili. Warm va servir com a Primer Ministre en funcions del President de la República d'Estònia del 29 de març de 1963 al 23 de desembre de 1970.
Des de 1964 va ser també el representant diplomàtica d'Estònia a París.